# Campeonato Mundial de Piragüismo en Aguas Tranquilas de 1948
El II Campeonato Mundial de Piragüismo en Aguas Tranquilas se celebró en Londres (Reino Unido) en el año 1948 bajo la organización de la Federación Internacional de Piragüismo (ICF) y la Federación Británica de Piragüismo.
Las competiciones se realizaron en el canal de piragüismo ubicado en el río Támesis, con base en la localidad de Henley-on-Thames.

## Medallistas

### Masculino
| Evento       | Oro                                                                              | Plata                                                                      | Bronce                                                            |
| ------------ | -------------------------------------------------------------------------------- | -------------------------------------------------------------------------- | ----------------------------------------------------------------- |
| K1 500 m     | Gert Fredriksson · Suecia                                                        | Lars Glasser · Suecia                                                      | Poul Agger Dinamarca                                              |
| K2 500 m     | Thor Axelsson · Nils Björklöf · Finlandia                                        | Alfred Christensen Finn Rasmussen Dinamarca                                | Bernhard Jensen Ejvind Hansen Dinamarca                           |
| K1 4 × 500 m | Lars Glasser · Lars Helsvik · Lennart Klingström · Gert Fredriksson · Suecia     | Ivar Mathisen · Ivar Iversen · Hans Gulbrandsen · Eivind Skabo · Noruega   | Bernhard Jensen Ejvind Hansen Poul Agger Johan Andersen Dinamarca |
| K4 1000 m    | Hans Berglund · Lennart Klingström · Gunnar Åkerlund · Hans Wetterström · Suecia | Herbert Klepp · Paul Fehlinger · Walter Piemann · Alfred Umgeher · Austria | Ludvík Klíma Karel Lomecký Ota Kroutil Miloš Pech Checoslovaquia  |

### Femenino
| Evento   | Oro                                 | Plata                                           | Bronce                                        |
| -------- | ----------------------------------- | ----------------------------------------------- | --------------------------------------------- |
| K2 500 m | Karen Hoff Bodil Svendsen Dinamarca | Marta Kohoutová Růžena Košťálová Checoslovaquia | Fritzi Schwingl · Gertrude Liebhart · Austria |

## Medallero
| Núm. | País           | Oro | Plata | Bronce | Total |
| ---- | -------------- | --- | ----- | ------ | ----- |
| 1    | Suecia         | 3   | 1     | 0      | 4     |
| 2    | Dinamarca      | 1   | 1     | 3      | 5     |
| 3    | Finlandia      | 1   | 0     | 0      | 1     |
| 4    | Austria        | 0   | 1     | 1      | 2     |
| 4    | Checoslovaquia | 0   | 1     | 1      | 2     |
| 6    | Noruega        | 0   | 1     | 0      | 1     |
|      | TOTAL          | 5   | 5     | 5      | 15    |